# 登月车
《登月车》是一款由西山隆志设计，由Irem开发的街机游戏。这款游戏于1982年在全球发行，在北美地区由WMS产业发行。在这款游戏中，玩家将控制一辆月球车，它可以在水平滚动的背景上跳跃并射击障碍物以及空中的敌对单位。该游戏通常被认为是首个使用全视差滚动的横向卷轴游戏。其移植版大多在雅达利名下，少数在雅达利软件名下。

## 玩法
玩家将扮演一名月神城的警察，被分配到“银河系中最凶悍的暴徒”所在的第九区。玩家控制一辆月球车在月球表面行驶，从侧面看它向右移动。在游戏中。玩家需要射击或跳过地面上的弹坑、地雷或其他障碍物。游戏中共有三种类型的UFO从上方攻击，玩家需要将其击落。其中一个飞行器装备有武器，当它击中地面时会产生一个弹坑。
该游戏有多个关卡，每个关卡有26个以英文字母命名的检查点。其中，五个主要检查点E、J、O、T、Z有各自有新的地图及主题。例如，第三关从J开始地图上将出现地雷。屏幕的顶部显示了本关卡的时间轴式地图，其上标出了五个主要检查点。游戏中有两个特殊关卡：“初学者关卡”和“冠军关卡”。冠军关卡永远“循环”，为方便玩家辩识，每个循环都有编号，最多三个。地图上方是当前检查点的指示器、在本关卡停留的时间，以及三个指示灯：顶部的灯提示是否有敌人来空袭，中间的灯表示即将到来的雷区，底部的灯提示是否有敌人从背后接近。
在每一关结束后，系统会将通过本关的时间与平均时间进行比较，并相应地给玩家奖励积分。当玩家分数达到10000、30000和50000点时将获得额外的生命值。玩家生命值归零后游戏结束，但比赛可以继续进行，同时玩家本关卡所获分数将重新计算。玩家最多可获得999990分，当其分数超过该值后，就会“翻转”。

## 其他平台
雅达利发布了适用于Apple II 、 雅达利8位系列、雅達利2600、雅達利5200、雅達利ST、康懋達64、VIC-20、IBM PC（作为自启动硬盘）和TI-99/4A。非雅达利系统的版本是以Atarisoft为名发布的。MSX版本则由Irem发布。Java ME版于2012年由GRP Software（Java ME和Symbian）发布。2018年3月22日，仓鼠将这款游戏作为《Arcade Archives》系列的一部分发布于任天堂Switch。Intellivision Amico的一个版本于2018年发布。

## 評價
截止1983年1月，《登月车》是北美每月"RePlay"排行榜上收入最高的五款街机游戏之一。
《登月车》在第5届年度Arkie奖中获得了“1984 年最佳科幻/奇幻街机游戏”类别的优异奖 :42。《街机快报》在1983年1月对该游戏的街机版进行了评论，并给它打了8分（满分10分）。
《InfoWorld》的Scott Mace表示，Commodore 64移植版的《登月车》是他最喜欢的雅达利软件的游戏，它充分利用了计算机的声音。《电脑游戏》杂志称Commodore 64移植版的《登月车》为“非常棒的”射击游戏和“有思想的人的杀戮游戏”（"thinking man's killing game"），同时它指出这款游戏有像Vanguard一样的持续功能。他们后来给家用电脑的移植版评级为B-。1985年3月，《电脑与电子游戏》将雅达利800移植版评为33分（满分为40分），并将其列为当月最佳游戏第三名。1995年，《通量》杂志将该游戏的街机版列为“100大电子游戏”的第86位。

## 收录
《登月车》被收录在《街机游戏选辑》的复古合集中：Game Boy Color的《Moon Patrol & Spy Hunter》和Dreamcast的《Midway Presents Arcade's Greatest Hits: The Midway Collection 2》。此外PlayStation和Microsoft Windows也曾收录这款游戏。2006年，萬代发布了手机版《登月车特别版》。

## 影响
《登月车》通常被认为是首个使用全视差滚动的横向卷轴游戏，在此之前，街机游戏《Jump Bug》使用了有限的视差滚动形式，即主场景滚动，而星空固定，云层缓慢移动。《登月车》有三个独立的背景层，它们以不同的速度滚动以模拟它们之间的距离。太東的一款有视差滚动游戏《Jungle King》则在《登月车》发布一个月后发布。